# Jammu & Kashmir National Conference
Jammu & Kashmir National Conference är ett regionalt politiskt parti i de indiska unionsterritorierna Jammu och Kashmir samt Ladakh, tidigare i furstestaten respektive delstaten Jammu och Kashmir. Farooq Abdullah efterträdde sin son Omar som partiledare 2009 efter att tidigare ha varit partiledare 1981–2002. Partiet ingick under en period i National Democratic Alliance och den BJP-ledda regeringen. Idag står dock partiet på egna ben.
Vid valet till Lok Sabha 1999 fick partiet 0,1 % av rösterna och 4 mandat. Två av mandaten förlorades i valet 2004.

## Historia
Partiet stiftades 1939 av Shejk Muhammed Abdullah, Farooq Abdullahs far, efter söndring i shejkens tidigare parti, Muslimska konferensen. Partiet vann redan det första delstatsvalet 1951 med mycket stor majoritet under löften om radikala jordreformer.
Den vänskap som funnits mellan Jawaharlal Nehru och Shejk Abdullah vittrade snart sönder efter självständigheten från britterna 1947, och under 1950-talet blev den kashmiriska särställningen inom Indien till en av de viktigaste punkterna för angrepp från det dåtida hindunationalistiska partiet Jan Sangh i det indiska parlamentet.
Shejk Abdullahs motståndare lyckades avsätta honom redan 1953, och misstankarna om bristande lojalitet mot Indien ledde i det latenta krigstillståndet med Pakistan till att Shejk Abdullah åren 1953–1975 tillbringade 15 år i fängelse. Först 1977 tilläts shejken och hans parti ställa upp igen i delstatsvalet, och vann då en övertygande seger. Han kunde sedan låta partiledarskapet ärvas av sonen Farooq.